# Gérard d'Abbeville
Pour les articles homonymes, voir Abbeville (homonymie).
Gérard d'Abbeville, théologien français, enseignant à l'Université de Paris à partir de 1254, né à Abbeville vers 1225, mort le 8 novembre 1272.

## Biographie
Gérard d'Abbeville est régent de l'université de Paris à partir de 1254 environ, jusqu'à sa mort. Il est conservateur des privilèges de l'Université, sous-diacre du pape (1254), archidiacre du Ponthieu (1256), chanoine de Cambrai.
Après l'exil de son ami Guillaume de Saint-Amour en 1257, il mène la polémique des maîtres séculiers contre les ordres mendiants pour l'attribution des chaires de théologie, qui déchire l'université de Paris entre mars 1253 et 1260. Par son testament du 28 septembre 1271, il lègue à la Sorbonne sa bibliothèque, qui comporte près de 300 volumes, qu'il a lui-même héritée de Richard de Fournival.
Il publie en 1269 le traité Contra adversarium perfectionis christianae et le Quodlibet XIV qui dénoncent l'extrême pauvreté prônée par les Franciscains comme contraire à la doctrine aristotélicienne du juste milieu et provoquent des réponses de Bonaventure de Bagnorea, de John Peckham et de Thomas d'Aquin.